# Emili Bayo i Juan
Emili Bayo i Juan (Lleida, Segrià, 1961) és un escriptor català.

## Biografia
Després d'estudiar a les aules d'un col·legi jesuïta, va acabar el batxillerat a l'Institut Màrius Torres, on va tenir com a professor de literatura el poeta Jordi Pàmias. Va cursar estudis de filologia en companyia d'una colla d'amistats temptades per aficions literàries (Pere Pena, Xavier Macià, Juanjo Manau…) i amb el mestratge amistós del poeta Pere Rovira. Durant els anys de carrera va col·laborar en la formació de grups literaris i la confecció de revistes. Va treballar de cambrer a Londres, d'ajudant a la biblioteca de l'Estudi General de Lleida, de locutor radiofònic i d'operari de decoració, entre moltes altres ocupacions. Després de viure un any a Barcelona complint amb el servei militar i redactant una tesi de llicenciatura, va fruir d'una beca d'investigació en l'aleshores acabada de fundar Universitat de Lleida i es va doctorar l'any 1990 amb una tesi sobre la poesia espanyola durant el període franquista. Des de llavors ha treballat a l'ensenyament secundari a diferents poblacions catalanes. També va codirigir durant dos anys les pàgines d'informació literària del diari Segre i ha publicat una gran quantitat d'articles d'opinió, crítica literària i comentari esportiu en diaris i revistes. Escriu novel·les i contes.
Amb l'obra Prop de les bombes, on escriu sobre els horrors de la guerra, però també sobre la solidaritat, guanyà el Premi Gran Angular de literatura juvenil 2019.
Després d'una pandèmia i la seva jubilació com a professor d'institut al 2022, publica en català la novel·la Després de la tempesta (La Magrana) ambientada al delta de l'Ebre.

## Obra seleccionada
- Traïdors i covards (1997)
- Ampolles mig buides (2000)
- La resta del món (2000)
- Projecte de felicitat (2002)
- L'edat de les paraules (2004)
- Premonicions (2013)
- Tot el que et vull dir (2014)
- Puta pasta (VI Premi Crims de Tinta, 2015)[6]
- Tan tuyo como tu muerte (2017)
- Contes de terror (2017)
- Més que ràbia (2018)[7]
- El mañana sin mí (Premi València, 2019)[8]
- Prop de les bombes (Premi de literatura juvenil Gran Angular, 2019)[9]
- Després de la tempesta (2023)
- Pasta fàcil (2024)[10]